# للکادا
للکادا (به لاتین: Lelkada) یک منطقهٔ مسکونی در سری‌لانکا است که در استان جنوبی (سری‌لانکا) واقع شده‌است.